# Историја Совјетске Русије и Совјетског Савеза (1917—1927)
У десет година 1917–1927 дошло је до радикалне трансформације Руске империје у социјалистичку државу, Совјетски Савез. Совјетска Русија покрива период 1917–1922, а Совјетски Савез од 1922. до 1991. После грађанског рата у Русији (1917–1923), бољшевици су преузели контролу. Били су посвећени верзији марксизма коју је развио Владимир Лењин. Обећао је да ће радници устати, уништити капитализам и створити социјалистичко друштво под вођством Комунистичке партије Совјетског Савеза . Незгодан проблем, у погледу марксистичке револуционарне теорије, био је мали пролетаријат, у претежно сељачком друштву са ограниченом индустријом и врло малом средњом класом. Након Фебруарске револуције 1917. године којом је свргнут Николај II, краткотрајна привремена влада изгубила је власт и бољшевици владају земљом након победе у Октобарској револуцији. Бољшевичка партија је преименована у Руску комунистичку партију (РКП).
Сва политика и ставови који нису били стриктно РКП били су потиснути, под претпоставком да РКП представља пролетаријат и да су све активности супротне партијском уверењу биле „контрареволуционарне“ или „антисоцијалистичке“. Већина богатих породица побегла је у прогонство. Током 1917. до 1923. године, комунистички бољшевици под Лењином су се предали Немачкој 1918. године, а затим су водили интензиван руски грађански рат против више непријатеља, посебно Беле армије . Освојили су руско срце, али су изгубили већину неруских области које су биле део царске Русије. Један по један побеђујући сваког противника, РКП се успоставила кроз руско срце и неке неруске области као што су Украјина и Кавказ . Постала је Комунистичка партија Совјетског Савеза (КПСС) након стварања Совјетског Савеза (СССР) 1922. године. Након Лењинове смрти 1924. године, Јосиф Стаљин, генерални секретар КПСС, постао је вођа СССР-а, који је постао генерални секретар од раних 1930-их до његове смрти 1953. године.

## Руска револуција 1917
Током Првог светског рата, царска Русија је доживела војно понижење, глад и економски колапс. Деморалисана царска руска армија претрпела је тешке војне поразе, а многи заробљени војници напустили су линије фронта. У руском народу је расло незадовољство монархијом и њеном политиком наставка рата. Цар Николај II абдицирао је након Фебруарске револуције 1917, што је изазвало масовне немире у Петрограду и другим већим руским градовима.
Руска привремена влада је успостављена одмах након свргавања цара почетком марта 1917. и добила је условну подршку мењшевика. Предвођена прво кнезом Георгијем Лавовом, а затим Александром Керенским, Привремену владу су углавном чинили парламентарци који су недавно изабрани у Државну думу Руске империје, која је збачена заједно са царем Николајем II. Нова привремена влада је задржала своју посвећеност рату, остајући у Тројној антанти са Британијом и Француском. Привремена влада је одложила земљишне реформе које су тражили бољшевици.
Лењин и његов помоћник Јосиф Стаљин, који је оличавао бољшевичку идеологију, посматрали су савез са капиталистичким земљама западне Европе и САД као невољно ропство пролетаријата, који је био приморан да води рат империјалиста  Како Лењин види, Русија се враћала царској власти, а посао марксистичких револуционара, који су истински представљали социјализам и пролетаријат, био је да се супротставе таквим контрасоцијалистичким идејама и подрже социјалистичке револуције у другим земљама.
У оквиру војске, побуна и дезертерство били су свеприсутни међу регрутима. Интелигенција је била незадовољна спорим темпом друштвених реформи; сиромаштво се погоршавало, разлике у приходима и неједнакост су излазиле ван контроле, док је Привремена влада постајала све аутократскија и неефикаснија. Чинило се да је влада на ивици да подлегне војној хунти . Дезертерски војници вратили су се у градове и дали своје оружје љутим, и крајње непријатељски расположеним, социјалистичким фабричким радницима. Сиромаштво и глад у великим руских урбаним срединама створили су оптималне услове за револуционаре.
Током месеци између фебруара и октобра 1917, моћ Привремене владе је доследно доводила у питање скоро све политичке странке. Појавио се систем „двовласти“ у којем је привремена влада имала номиналну власт, иако јој се све више супротстављао Петроградски совјет, њихов главни противник, који су контролисали мењшевици и социјалистички револуционари (обе демократске социјалистичке партије политички десно од бољшевика). Совјет је одлучио да не форсира даље промене у влади због уверења да је Фебруарска револуција руско „кукарење“ рушења буржоазије. Совјет је такође веровао да ће нова Привремена влада имати задатак да спроведе демократске реформе и отвори пут пролетерској револуцији. Стварање владе која није заснована на диктатури пролетаријата у било ком облику посматрано је као „ретроградни корак“ у Априлским тезама Владимира Лењина. Међутим, Привремена влада је и даље остала изузетно моћно управљачко тело.
Неуспеле војне офанзиве у лето 1917. и масовни протести и немири у великим руским градовима (као што је Лењин заступао у својим тезама, познатим као Јулски дани ) довели су до распоређивања трупа крајем августа да би се успоставио ред. Јулски дани су потиснути и окривљени за бољшевике, присиљавајући Лењина да се крије. Ипак, уместо да користе силу, многи од распоређених војника и војног особља придружили су се изгредницима, осрамотивши владу и војску у целини. У то време је порасла подршка бољшевицима.Лав Троцки је изабран је за председника Петроградског совјета, који је имао потпуну контролу над одбраном града, углавном, градском војном силом.
Дана 24. октобра, у првим данима Октобарске револуције, Привремена влада је кренула против бољшевика, хапсећи активисте и уништавајући прокомунистичку пропаганду. Бољшевици су ово могли да прикажу као напад на Народни Совјет и добили су подршку Црвеној гарди Петрограда да преузме Привремену владу. Административне канцеларије и владине зграде су заузете уз мало противљења или крвопролића. Општеприхваћени крај овог прелазног револуционарног периода, који ће довести до стварања Савеза Совјетских Социјалистичких Република (СССР) лежи у нападу и заузимања слабо брањеног Зимског дворца (традиционалног дома и симбола моћи цара) увече 26. октобра 1917. године.
Мењшевици и десница социјалистичких револуционара, огорчени због увредљивих и принудних поступака Црвене гарде и бољшевика, побегли су из Петрограда, остављајући контролу у рукама бољшевика и преосталих левих социјалистичких револуционара. Дана 25. октобра 1917. Уставом Русије из 1918. установљен је Совнарком као административни огранак Сверуског конгреса Совјета. До 6. јануара 1918. ВТсИК је, уз подршку бољшевика, ратификовао распуштање руске Уставотворне скупштине, која је намеравала да успостави небољшевичку Руску Демократску Федеративну Републику као стални облик власти успостављен на седници у Петрограду 5. и 6. јануара. 1918. На трећем састанку Сверуског конгреса Совјета 25. јануара 1918. непризната држава је преименована у Руску совјетску републику.

## Руски грађански рат
Пре револуције, бољшевичка доктрина демократског централизма је тврдила да само чврсто повезана и тајна организација може успешно да свргне владу; после револуције, они су тврдили да само таква организација може победити стране и домаће непријатеље. Вођење грађанског рата је заправо приморало партију да спроведе ове принципе у пракси.
Тврдећи да револуцији није потребна пука парламентарна организација већ партија акције која би функционисала као научно тело, авангарда активиста и централни контролни орган, Десети партијски конгрес је забранио фракције унутар партије, у почетку само намеравајући да да буде привремена мера после шока Кронштатске побуне. Такође се тврдило да партија треба да буде елитно тело професионалних револуционара који своје животе посвећују стварима и спроводе своје одлуке са гвозденом дисциплином, и на тај начин се крећу ка стављању лојалних партијских активиста на чело нових и старих политичких институција, војних јединица, фабрика., болнице, универзитете и добављаче хране. У том контексту, номенклатурни систем (класа људи којима су кључна места додељивана само уз одобрење партије) би еволуирао и постао уобичајена пракса.
У теорији, овај систем је требало да буде демократски јер би се сви водећи партијски органи бирали одоздо, али и централизован јер би нижи органи били одговорни вишим организацијама. У пракси, „демократски централизам“ је био централистички, са одлукама виших органа које су биле обавезујуће за ниже, а састав нижих органа у великој мери су одређивали чланови виших. Временом би партијски кадрови постајали све више каријеристи и професионални. Чланство у партији захтевало је испите, специјалне курсеве, специјалне кампове, школе и номинацију од стране три активна члана.
У децембру 1917, Чека је основана као прва бољшевичка снага унутрашње безбедности након неуспелог покушаја атентата на Лењина. Касније је променио називе у ГПУ, ОГПУ, МВД, НКВД и коначно КГБ. Црвени терор је постао инструмент за елиминисање група дефинисаних као „непријатељи“ новог друштва. Погубљења по кратком поступку била су широко распрострањена, укључујући у служби декулакизације (прерасподела богатства од просперитетних сељака). Лав Троцки је предводио Црвену армију, презирући „буржоаску демократију“ и залажући се за принудно уклањање просперитетних и политичких противника, често путем погубљења по кратком поступку. Основао је концентрационе логоре, радне логоре и успостсавио војну контролу над радом и државну контролу синдиката.
У исто време, бели терор, углавном неконтролисан и који су спроводили војсковођа попут козачких атамана Григорија Семенова или Бориса Аненкова, циљао је на потенцијалне бољшевичке симпатизере.
Током грађанског рата у Русији, јеврејске заједнице Украјине и, у мањој мери, Белорусије, претрпеле су најгоре погроме који су се икада догодили у овим регионима. Изводиле су их различите оружане јединице: Бела армија Антона Дењикина, трупе Украјинске Народне Републике на челу са Симоном Петљуром, банде војсковођа атамана и „зелених“ побуњених сељака, па чак и неке јединице Црвене армије.
Совјетска влада је била у стању да постепено консолидује своју власт у централној Русији, а затим да се успешно бори против својих непријатеља. Интервенција савезника и пољска инвазија омогућили су бољшевицима да играју на националистичку карту. Међутим, погоршање економских услова довело је до масовних друштвених превирања, која су била највећа након коначног пораза организованих белих војних снага у јесен 1920, након чега почињу масовне сељачке побуне, као што је Тамбовска побуна. Били су брутално потиснути.

## Пољско-совјетски рат
Границе између Пољске, која је успоставила нестабилну независну владу након Првог светског рата, и бившег царског царства, биле су хаотичне због последица руских револуција, грађанског рата и гашења Првог светског рата. Пољски Јозеф Пиłсудски је замислио нова федерација (Међуморје), формирајући источноевропски блок предвођен Пољском како би формирао бедем против Русије и Немачке, док је руска СФСР разматрала да силом пренесе револуцију на запад. Када је Пилсудски извршио војни напад на Украјину 1920. године, дочекала га је офанзива Црвене армије која је пробила пољску територију скоро до Варшаве. Међутим, Пилсудски је зауставио совјетско напредовање у бици код Варшаве и наставио офанзиву. Споразум у Риги потписан почетком 1921. поделио је територију Белорусије и Украјине између Пољске и Совјетске Русије.

## Стварање СССР-а
Дана 29. децембра 1922, конференција опуномоћених делегација Руске СФСР, Закавкаске СФСР, Украјинске ССР и Белоруске ССР одобрила је Уговор о стварању СССР и Декларацију о стварању СССР, формирајући Савез совјетских социјалиста републике. Ова два документа су потврђена на 1. Конгресу Совјета СССР-а и потписана од стране шефова делегација Михаила Калињина, Михаила Чакаје, Михаила Фрунзеа и Григорија Петровског, Александра Червјакова 30. децембра 1922. године.

## Пропаганда и медији
Неки од водећих бољшевика који су дошли на власт 1917. били су памфлетисти или уредници, укључујући Лењина, Троцког, Стаљина, Бухарина и Зиновјева. Лењин је основао дневне новине Правда јануара 1912. Пре него што га је угушила влада 1914. био је „изузетно ефикасан пропагандни и образовни инструмент који је омогућио бољшевицима да стекну контролу над радничким покретом у Петербургу и да изграде масовну базу за своју организацију“. Под Лењином, бољшевици (комунисти) су контролисали све медије после 1917. године. Главне националне новине биле су Известија (гласило владе), и посебно Правда (гласило партије). Правда је набавила прву и најбољу штампарску опрему за илустрације. Водеће новине развиле су специјализовани реторички речник осмишљен да унапреди тоталитарну структуру друштва, са апсолутном истином која долази са врха, и свим врстама несташних грешака које потичу од неспретних бирократа на нижим нивоима, или од лукавих издајника и шпијуна који раде у корист капитализма.
Кампања Ликбез (искорењивање неписмености) започела је 26. децембра 1919. године, када је Владимир Лењин потписао декрет совјетске владе „О искорењивању неписмености међу становништвом РСФСР“ („О ликвидации безграмотности среди населения РСФСР“). Према овој уредби, сви људи од 8 до 50 година били су обавезни да се описмене на свом матерњем језику. 40.000 ликвидационих пунктова (ликпункти) је уређено да служе као центри за образовање и постизање писмености. Борећи се за време и финансијска средства током руског грађанског рата 1917–1923, Наркомпрос, совјетско министарство образовања, брзо је окупило Чеку Ликбез (акроним за „Ванредну комисију за ликвидацију неписмености“) која је била одговорна за обука наставника описмењавања као и организовање и пропагирање кампање описмењавања.
Радио није био занемарен — то је била велика нова технологија и коришћена је за политичке говоре.
Совјетски стил је подразумевао да грађани слушају партијске лидере, кроз говоре уживо, радио разговоре или штампане говоре. Новинар је имао малу улогу да резимира или протумачи текст; није било коментара, позадине или дискусије. Нико није доводио у питање руководство. Није било конференција за штампу и мало је било емитованих вести.
Страним дописницима је било стриктно онемогућен било какав приступ осим званичних портпарола. Резултат је био ружичасти приказ совјетског живота у западним медијима пре него што је Хрушчов разоткрио Стаљинове ужасе из периода 1950-их. Најпознатији пример био је Волтер Дуранти из Њујорк тајмса.

## Ратни комунизам
Током грађанског рата (1917–21), бољшевици су усвојили ратни комунизам, који је подразумевао разбијање земљопоседа и насилно одузимање пољопривредних вишкова. У градовима је дошло до интензивне несташице хране и слома у новчаном систему (у то време многи бољшевици су тврдили да је укидање улоге новца као преносиоца „вредности“ знак комунистичке епохе која се брзо приближава). Многи градски становници побегли су на село – често да обрађују земљу коју је бољшевици пренели сељацима. Чак је и мала капиталистичка производња била потиснута.
Устанак у Кронштату је сигнализовао растућу непопуларност ратног комунизма на селу: марта 1921, на крају грађанског рата, разочарани морнари, првенствено сељаци који су у почетку били чврсте присталице бољшевика, побунили су се против економских неуспеха новог режима. Црвена армија, којом је командовао Лев Троцки, прешла је лед преко залеђеног Балтичког мора да брзо сломи побуну. Овај знак растућег незадовољства приморао је партију да негује широк савез радничке класе и сељаштва (80% становништва), упркос левим фракцијама партије које су фаворизовали режим који је искључиво представљао интересе револуционарног пролетаријата.
Пошто су милиони људи умирали од глади, комунистички званичници су били парализовани руском глађу 1921-22, јер нису могли да окриве уобичајене непријатеље. Храна се куповала у иностранству, али је све ишло у градове, а не сељацима. На крају је прихваћена понуда Херберта Хувера за америчку храну у вредности од 62 милиона долара и лекове од 8 милиона долара, чиме је нахрањено до 11 милиона људи. Из других извора ван СССР је храњено још три милиона људи.

## Нова економска политика
На Десетом партијском конгресу одлучено је да се оконча ратни комунизам и уведе нова економска политика (НЕП), у којој је држава дозволила постојање ограниченог тржишта. Дозвољена су мала приватна предузећа и донекле су ублажена ограничења политичког деловања.
Међутим, кључна промена односила се на статус пољопривредних вишкова . Уместо да једноставно обави реаквизицију пољопривредних вишкова да би прехранило градско становништво (обележје ратног комунизма), НЕП је дозвољавао сељацима да продају своје вишкове приноса на отвореном тржишту. У међувремену, држава је и даље задржала државно власништво над оним што је Лењин сматрао „командујућим висинама“ економије: тешка индустрија као што су сектори угља, гвожђа и металургије, заједно са банкарским и финансијским компонентама привреде. „Командне висине“ запошљавале су већину радника у урбаним срединама. Под НЕП-ом, такве државне индустрије би углавном биле слободне да доносе сопствене економске одлуке.
У градовима и између градова и села, период НЕП-а је доживео огромну експанзију трговине у рукама трговаца са пуним радним временом – које су левичари обично проглашавали „шпекулантима“, а јавност је такође често негодовала. Раст трговине се, међутим, генерално поклапао са порастом животног стандарда иу граду и на селу (око 80% совјетских грађана је у овом тренутку било на селу).
Фабрике, тешко оштећене грађанским ратом и депресијацијом капитала, биле су далеко мање продуктивне. Поред тога, организовање предузећа у трустове или синдикате који представљају један одређени сектор привреде допринело би неравнотежи између понуде и потражње повезане са монополима. Због недостатка подстицаја које доноси тржишна конкуренција, и са малом или никаквом државном контролом њихове унутрашње политике, трустови су вероватно продавали своје производе по вишим ценама.
Спорији опоравак индустрије представљао је одређене проблеме за сељаштво, које је чинило 80% становништва. Пошто је пољопривреда била релативно продуктивнија, индекси релативних цена индустријских добара били су виши од индекса пољопривредних производа. Исход овога је оно што је Троцки сматрао „ кризом маказа“ због облика графикона налик на маказе који представља промене у релативним индексима цена. Једноставно речено, сељаци би морали да производе више жита за куповину робе широке потрошње из урбаних средина. Као резултат тога, неки сељаци су задржавали пољопривредне вишкове у очекивању виших цена, доприносећи тако благим несташицама у градовима. Ово је, наравно, спекулативно тржишно понашање, за које су многи кадрови Комунистичке партије сматрали да је то експлоатација урбаних потрошача.
У међувремену, партија је предузела конструктивне кораке да ублажи кризу, покушавајући да обори цене индустријских производа и стабилизује инфлацију, наметањем контроле цена основних индустријских добара и разбијањем трустова у циљу повећања економске ефикасности.

## Смрт Лењина и судбина НЕП-а
Након Лењиновог трећег шлога, појавила се тројка коју су чинили Јосиф Стаљин, Григориј Зиновјев и Лев Камењев са циљем да преузму свакодневно вођство Комунистичке партије Совјетског Савеза и земље и да покушају да блокирају Троцког да преузме власт. Лењин је, међутим, постајао све забринутији за Стаљина и, након његовог можданог удара у децембру 1922, диктирао је писмо (познато као Лењинов тестамент) партији у којем га је критиковао и позивао на његову смену са места генералног секретара, што је позиција која је почела да се јавља као доминантна у партији. Стаљин је био свестан Лењиновог тестамента и деловао је да Лењина држи у изолацији из здравствених разлога и повећа своју контролу над партијским апаратом.
Зиновјев и Николај Бухарин су постали забринути због Стаљинове све веће моћи и предложили су да се Оргбиро на чијем је челу био Стаљин укине и да се Зиновјев и Троцки укључе у партијски секретаријат, чиме се умањује Стаљинова улога генералног секретара. Стаљин је бесно реаговао и Оргбиро је задржан, али су у састав тела додани Бухарин, Троцки и Зиновјев.
Због све већих политичких разлика са Троцким и његовом левом опозицијом у јесен 1923, тројка Стаљина, Зиновјева и Камењева поново се ујединила. На Дванаестом партијском конгресу 1923. Троцки није успео да искористи Лењинов тестамент као оруђе против Стаљина из страха да не угрози стабилност партије.
Лењин је умро у јануару 1924. године. Мају исте године је његов Тестамент прочитан наглас у Централном комитету, али Зиновјев и Камењев су тврдили да су се Лењинови приговори показали неоснованим и да Стаљин треба да остане генерални секретар. Централни комитет је одлучио да тестамент не објави.
У међувремену се појачала кампања против Троцког и он је пре краја године смењен са места народног војног комесара. Године 1925. Троцки је био осуђен због свог есеја Октобарске лекције, у којем су критиковали Зиновјева и Камењева што су се у почетку супротстављали Лењиновим плановима за устанак 1917. Троцки је такође био осуђен због своје теорије трајне револуције која је била у супротности са Стаљиновом ставом да се социјализам може изградити у једној земљи, Русији, без револуције широм света . Како су изгледи за револуцију у Европи, посебно у Немачкој, постајали све нејаснији током 1920-их, теоријска позиција Троцког почела је да изгледа све песимистичнија што се тиче могућности успеха руског социјализма.
Совјетски Савез је 1925. године окупирао острво Уртатагаи, које се у то време сматрало авганистанском територијом, јер је острво коришћено као база за почетак граничних рација покрета Басмачи. Године 1926. Совјетски Савез се повукао са острва након што је Краљевина Авганистан пристала да стави Басмачи под своју контролу.
Оставком Троцког на место народног комесара за војна и поморска питања почело је да се распада јединство тројке. Зиновјев и Камењев су поново почели да се плаше Стаљинове моћи и осетили су да су њихове позиције угрожене. Стаљин је кренуо у формирање савеза са Бухарином и његовим савезницима на десној страни партије која је подржавала Нову економску политику и подстицала успоравање напора индустријализације и корак ка подстицању сељака да повећају производњу путем тржишних подстицаја. Зиновјев и Камењев су критиковали ову политику као повратак капитализму. Сукоб је избио на четрнаестом партијском конгресу одржаном у децембру 1925. Зиновјев и Камењев су сада протестовали против диктаторске политике Стаљина и покушавали да оживе питање Лењиновог тестамента који су претходно закопали. Стаљин је сада искористио претходне критике Троцког на рачун Зиновјева и Камењева да их порази и деградира и уведе савезнике попут Вјачеслава Молотова, Климента Ворошилова и Михаила Калињина . Троцки је у потпуности избачен из Политбироа 1926. На четрнаестом конгресу су се такође појавили први развоји Стаљиновог култа личности, а он је по први пут назван „вођа“ и постао је предмет бурне похвале делегата.
Троцки, Зиновјев и Камењев формирали су Уједињену опозицију против политике Стаљина и Бухарина, али су изгубили утицај као резултат унутарпартијских спорова и октобра 1927. Троцки, Зиновјев и Камењев су избачени из Централног комитета. У новембру, пре Петнаестог партијског конгреса, Троцки и Зиновјев су искључени из саме Комунистичке партије пошто је Стаљин покушао да ускрати опозицији сваку прилику да своју борбу објави. До тренутка када се Конгрес коначно састао у децембру 1927. Зиновјев је капитулирао пред Стаљином и своју претходну приврженост опозицији осудио као „антилењинистичку“, а неколико преосталих чланова који су још увек лојални опозицији били су изложени увредама и понижењима. До почетка 1928. Троцки и други водећи чланови леве опозиције били су осуђени на унутрашње изгнанство.
Стаљин је сада кренуо против Бухарина присвајајући критике Троцког његове десничарске политике и промовисао је нову општу линију партије која је фаворизовала колективизацију сељаштва и брзу индустријализацију, терајући Бухарина и његове присталице у десну опозицију.
На састанку Централног комитета одржаном у јулу 1928. године, Бухарин и његове присталице су тврдили да ће Стаљинова нова политика изазвати раскид са сељаштвом. Бухарин је такође алудирао на Лењинов тестамент. Иако је имао подршку партијске организације у Москви и руководства неколико комесаријата, Стаљинова контрола секретаријата била је одлучујућа у томе што је омогућила Стаљину да манипулише изборима за партијске функције широм земље, дајући му контролу над великим делом Централног комитета. Десна опозиција је поражена и Бухарин је покушао да склопи савез са Камењевим и Зиновјевом, али је било прекасно.

## Националности
Руско царство се састојало од припадника бројних народа, етничких група и религија. Дух национализма, тако јак у Европи 19. века, био је значајан у Русији, Украјини и Финској, посебно пре 1900. године. Много касније се дух национализма појавио у централној Азији, посебно међу муслиманским становништвом. Бољшевици су користили слоган „Самоопредељење“ да се боре против империјализма и да изграде подршку међу неруским народима. Лењинов став је био да ће након револуције све националности бити слободне да бирају, да ли ће постати део Совјетске Русије или постати независне. Левичарски бољшевици, пре свега Георгиј Пјатаков, исмевали су национализам као лажну свест која је била много мање важна од класног сукоба и која ће нестати са победом социјализма.
Лењинови ставови су преовладали, а подржао их је Стаљин, који је постао партијски специјалиста за националности. „Декларација о правима народа Русије“, издата 15. новембра 1917, оставила је нову совјетску државу са недефинисаним границама и позвала друге нације да им се придруже. „Декларација о правима трудбеног и експлоатисаног народа“, издата јануара 1918. године, најављивала је да ће све националности имати право да одређују по ком основу ће учествовати у савезној власти нове државе. Основана је нова агенција, Народни комесаријат за националности (НАРКОМНАТС) са седиштем у Москви. Деловао је од 1918. до 1924. и имао је одговорност за 22 одсто целокупног совјетског становништва. Предводио ју је Стаљин и решио је граничне спорове јер је успоставио аутономне регионе за неруске народе. Основао је новине на локалним језицима и подстицао писменост. Имао је патерналистички поглед према „заосталим“ или „примитивним народима“. Совјетска антропологија и етнографија су се специјализовали за разумевање ових људи. Евком је био Јеврејски комесаријат; Муском је био муслимански комесаријат.